# Queanbeyan
Queanbeyan (pron. [ˈkwiːnbiən]; 37 991 abitanti nel 2011) è una città dell'Australia, capoluogo dell'omonima divisione amministrativa locale.
Situata nell'estremità sud-orientale del Nuovo Galles del Sud sulle rive del fiume Molonglo, Queanbeyan confina con il Territorio della Capitale Australiana e dista circa 15 km da Canberra; la città nacque come insediamento spontaneo intorno al 1820 e ricevette lo status amministrativo nel 1838.
Nonostante l'appartenenza amministrativa al Nuovo Galles del Sud Queanbeyan ricade nella sfera d'influenza di Canberra della quale è, di fatto, un sobborgo.

## Storia
Le prime tracce di antropizzazione della zona risalgono al 1820 quando furono scoperti i due rami d'acqua che formano quello noto come fiume Molonglo; nel 1828 un ex carcerato, Timothy Beard, costruì sulle rive del Molonglo un insediamento abusivo ribattezzato Quinbean, che in lingua aborigina significa "acque chiare".
Benché l'origine del suo insediamento fosse illegale, Beard è comunemente ritenuto l'artefice del primo insediamento stabile di Queanbeyan.
Tra il 1836 e il 1837 sorse il primo ufficio postale e la prima stazione di polizia e nel 1838 Queanbeyan ricevette lo status amministrativo di Comune; all'epoca l'insediamento contava circa 50 abitanti.
L'arrivo della polizia in zona arginò il fenomeno del brigantaggio: i bushranger (briganti che si nascondevano nei boschi della zona) usavano taglieggiare i coloni della zona, e le forze dell'ordine ne ebbero ragione.
Nel 1851 furono scoperte tracce di oro nell'area della città e, in misura minore, di argento e piombo.
Nel 1860 nacque il primo quotidiano cittadino, e nel 1885 fu istituita la Municipalità di Queanbeyan.
Nel 1972 Queanbeyan ricevette lo status di Città, avendo superato i 15 000 abitanti; nel 2004, infine, lo Stato del Nuovo Galles del Sud riconobbe a Queanbeyan lo status di Divisione Amministrativa Locale.

## Società

### Evoluzione demografica
Al censimento del 2006 la popolazione residente di Queanbeyan era di 35 972 abitanti, per una densità di circa 186 ab/km²; circa l'89% dei residenti è nativo dell'Australia mentre il resto è nato fuori dal Paese (circa due quinti provengono dall'Inghilterra, mentre un quinto ciascuno proviene dall'ex Jugoslavia, dalla Nuova Zelanda e dall'Italia: in cifra assoluta i provenienti da ciascuno di questi ultimi tre Paesi si attestano tra i 400 e i 500).
Nel biennio 2008-2009 l'area ha conosciuto un incremento di popolazione del 2,2% a fronte dell'incremento medio dello Stato dell'1,7%; l'incremento ha peraltro riguardato tutte le aree del Nuovo Galles del Sud confinanti con la capitale federale a conferma della tendenza che vuole Queanbeyan e le città confinanti come legate di fatto dal punto di vista economico a Canberra; peraltro lo stesso ufficio centrale di statistica australiano, benché non esista ufficialmente alcun legame amministrativo tra Queanbeyan e Canberra, ai fini statistici li considera un'unica conurbazione.

### Istituzioni, enti e associazioni
Amministrativamente la città è divisa in 13 sobborghi dei quali quello di Queanbeyan propriamente detto è la sede comunale; gli altri 12 sobborghi sono Carwoola, Crestwood, Environa, Googong, Greenleigh, Jerrabomberra, Karabar, Queanbeyan East, Queanbeyan West, The Ridgeway, Royalla e Tralee.
Il consiglio comunale è composto da un sindaco e 9 consiglieri.
Alle elezioni amministrative del 2008 fu eletto sindaco Tim Overall (indipendente); sette consiglieri sono indipendenti, mentre due fanno capo al partito laburista.
La città fa parte del distretto elettorale di Eden-Mornaro: inizialmente conservatore, dal dopoguerra il seggio ha espresso di massima un deputato laburista con sporadiche eccezioni in cui fu eletto un liberale: il politico più recentemente eletto in tale distretto al parlamento federale è il laburista Mike Kelly (2007).
Queanbeyan è gemellata dal 1992 con la città giapponese di Minami-Alps: ogni anno le due città si scambiano studenti per soggiorni di studio e di reciproco scambio culturale.

## Industria, cultura e sport

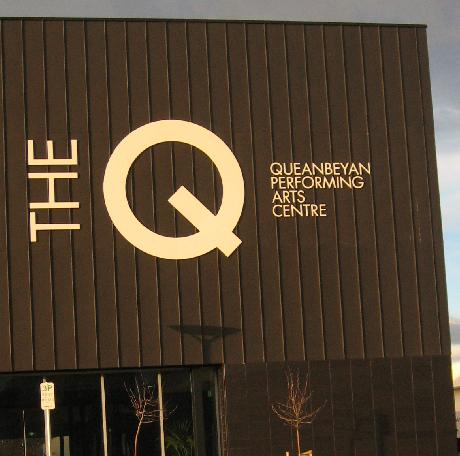
Il Queanbeyan Performing Arts Centre

Queanbeyan è sede di una centrale elettrica solare capace di produrre circa 60 megawatt/anno; è inoltre un rilevante distretto manifatturiero.

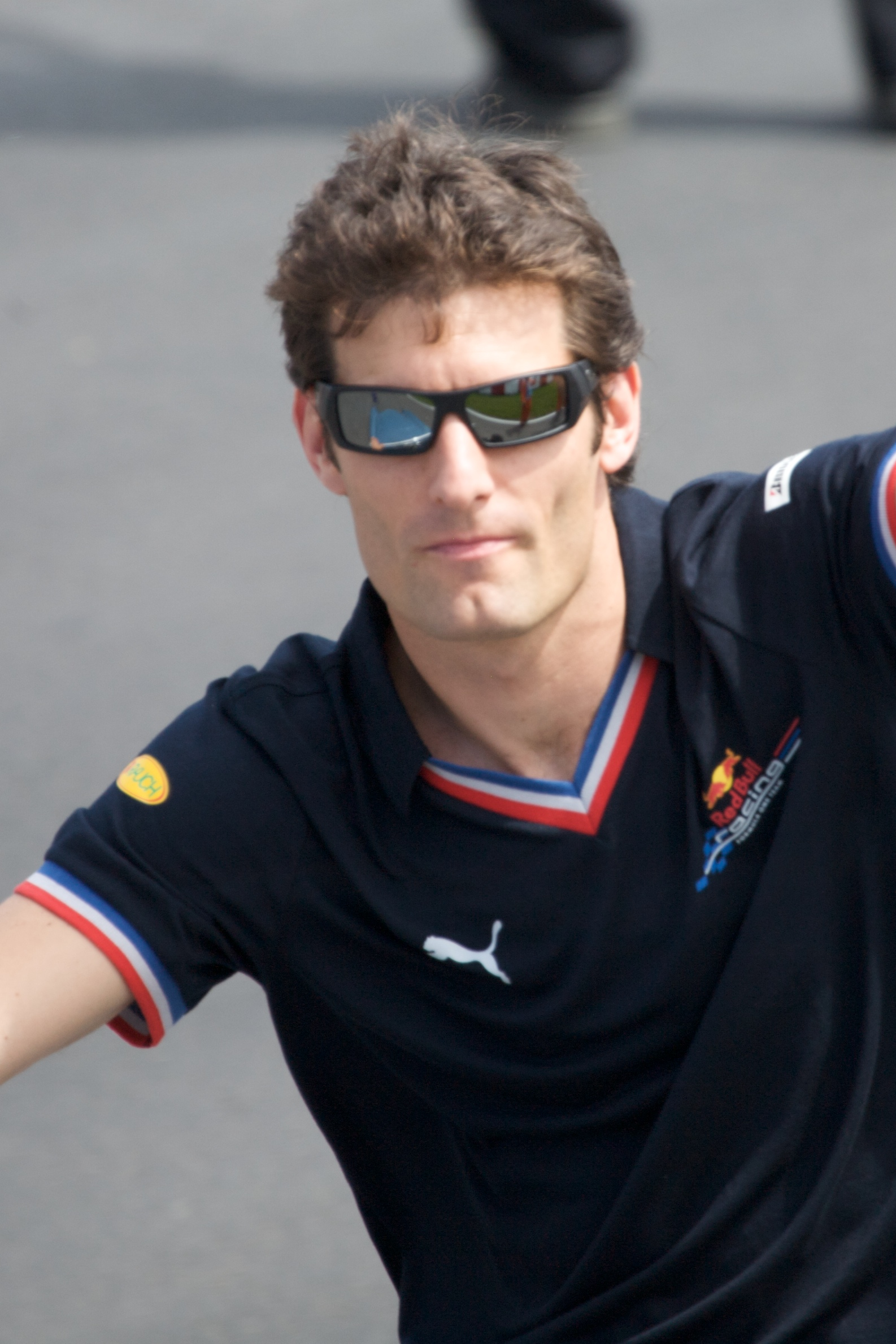
Mark Webber, nativo di Queanbeyan

La città ospita numerosi eventi culturali, il più antico dei quali è il Queanbeyan Show, la cui prima edizione si tenne nel 1887: originariamente fiera agricola, è divenuta nel corso degli anni una rassegna in cui si tengono spettacoli equestri, esposizioni di prodotti d'artigianato cittadini e si presentano specialità culinarie.
Il Queanbeyan Show è una due giorni che si tiene normalmente in novembre.
Presenti anche festival e fiere legati a temi sociali, come Convoy for Kids, che si tiene in febbraio nel periodo di carnevale, evento di beneficenza per la raccolta di fondi a sostegno dell'infanzia ammalata di cancro; si svolge come una grande parata in costume che vede coinvolti anche i club motociclistici della zona, bande musicali locali e artisti di strada.
In dicembre si tiene un festival annuale dedicato alle persone con disabilità varie, Don't DIS my ABILITY, in cui ai momenti di spettacolo si alternano incontri di sensibilizzazione e di informazione sulla realtà delle persone disabili.
Dal 2008 la città è dotata di un centro polivalente per congressi e spettacoli, il Queanbeyan Performing Arts Centre, anche detto The Q.
La città ha anche una tradizione sportiva di rilievo: sono presenti due squadre di rugby a 13, i Queanbeyan Blues e i Queanbeyan Kangaroos, che competono nel campionato regionale; una squadra di football australiano, i Queanbeyan Tigers, che milita nella North East Australian Football League, e una formazione di rugby a 15, i Queanbeyan Whites, che fu la prima squadra di uno dei migliori interpreti della disciplina, David Campese, nativo del luogo; a Queanbeyan è inoltre nato il pilota di Formula 1 Mark Webber, il cui padre, pilone, in gioventù fu compagno proprio di Campese nei Queanbeyan Whites.